# Julius Mosen
Julius Mosen (ursprungligen Moses), född den 8 juli 1803 i Marieney, Sachsen, död den 10 oktober 1867 i Oldenburg, var en tysk skald.
Mosen levde en tid som advokat i Dresden, men var 1844–1850 dramaturg (med hovråds titel) vid hovteatern i Oldenburg, vilken han med framgång strävade att göra till en mönsterscen. Sin återstående levnad tillbragte han under svåra lidanden (han miste även talförmågan, men med bibehållna själskrafter. "Mosens karakteristiska verk, Georg Venlot, Das Lied vom ritter Wahn (1831) och Ahasverus (1838), förkunna", heter det i Nordisk Familjebok, "lidelsefullt lifvets värde. Bland hans lyriska dikter (Gedichte, 1836) intaga många en hög rang genom djup innerlighet och melodisk enkelhet. Synnerligen folkkära har ett par krigsballader blifvit. M:s dramer sakna lefvande gestalter. Till de bästa höra Heinrich der Finkler (1835), Cola Rienzi och Otto III (1839). Anmärkningsvärda förtjänster ega hans historiska roman Der Congress von Verona (1842) och de naturfriska novellerna Die Bilder im Moose (1846)." Mosens Sämmtliche Werke utgavs i 8 band 1863 (3:e upplagan 1880, i 6 band). Några av hans dikter tonsattes av Bernhard Vogel.